# 国際連合安全保障理事会決議308
国際連合安全保障理事会決議308（こくさいれんごうあんぜんほしょうりじかいけつぎ 英: United Nations Security Coucil Resolution 308）は、1972年1月19日に国際連合安全保障理事会において採択された決議。国際連合安全保障理事会は、アフリカ統一機構からのエチオピアの首都であるアディスアベバでの安保理開催の要請を受けて、国際連合安全保障理事会は同年1月28日から2月4日までのアディスアベバにおける安保理開催を決定した。国際連合安全保障理事会は安保理を開催するに当たり、安保理の開催、および開催するための施設の無償提供に応じたエチオピアに対して感謝の意を表した。
なお、国際連合安全保障理事会の理事長は決議308が全会一致で採択されたことを公表した。
決議308の採択を受けて、エチオピアの首都であるアディスアベバにおいて国際連合安全保障理事会の第1627回から第1638回までの会合が開催され、アフリカの平和と安全に関する事項が話し合われた。